# Daniel Rastel
 Daniel Rastel, né le 9 octobre 1907 à Versailles dans les Yvelines et mort le 30 mars 1969 à Arcachon en Gironde, était un aviateur et pilote d'essai français.

## Distinctions
- Chevalier de la Légion d'honneur
- Croix de guerre 1939–1945
- En 1967, l'Association des Journalistes Professionnels de l’Aéronautique et de l’Espace (AJPAE) lui décerne le prix Icare.